# جلين أوشي
جلين أوشي (بالإنجليزية: Glenn O'Shea) مواليد 1 يونيو 1989 في فيكتوريا، هو دراج أسترالي في صنف سباق الدراجات على الطريق وعلى المضمار. شارك في دورة الألعاب الأولمبية الصيفية وفاز بميدالية أولمبية.

## الميداليات
| الميدالية | المسابقة                       |
| --------- | ------------------------------ |
| فضية      | الألعاب الأولمبية الصيفية 2012 |
| ذهبية     | دورة ألعاب الكومنولث 2014      |

## روابط خارجية
- جلين أوشي على موقع الاتحاد الدولي للدراجات (الإنجليزية)
- جلين أوشي على موقع أرشيف الدراجات (الإنجليزية)
- جلين أوشي على موقع إحصائيات الدراجات الإحترافية (الإنجليزية)
- جلين أوشي على موقع نسبة الدراجات (الإنجليزية)
- جلين أوشي على موقع CycleBase (الإنجليزية)
- جلين أوشي على موقع أوليمبيديا (الإنجليزية)
- جلين أوشي على موقع اللجنة الأولمبية الأسترالية (الإنجليزية)